# Dealesville
Dealesville este un oraș din Africa de Sud.